# Inal
Inal este o comună din Regiunea Dakhlet Nouadhibou, Mauritania, cu o populație de 1.234 locuitori.